# بكرا (أغنية)
بكرا أو بكرة نهار جديد هي أغنية من وحي ثورات الربيع العربي التي عمت الدول العربية عامي 2010-2011. وشارك فيها مجموعة من الفنانين.

## قصة الأغنية
- هذه الأغنية هي النسخة العربية من أغنية (بكرا (أغنية))[2]
- أما النسخة العربية فقد خصص مكسبها لتمويل البرامج التعليمية لأطفال العالم العربي.[3]
- أنتج الأغنية الحالية رجل الأعمال الإماراتي بدر جعفر، مع المنتج الأمريكي كوينسي جونز (منتج ألبوم ثريلر لمايكل جاكسون)، وكتب كلماتها المطربة المعروفة ماجدة الرومي، وأعاد توزيعها الفنان كاظم الساهر.[3]
- أخرج الكليب مالك العقاد نجل المخرج الراحل مصطفى العقاد.[3]

## الفنانين المشاركين
شارك في الأغنية 24 فنان عربي إضافة إلى الفنان العالمي إيكون في الغناء باللغة الإنجليزية في الأغنية الحالية. ومن الذين شاركوا في أداء الأغنية (حسب الترتيب الأبجدي):
| - أسماء المنور - أحمد الجميري - أحمد حسين - إيكون - تامر حسني - حسناء زلاغ - حياة الإدريسي - ديانا كرزون | - ريم بنا - سعاد ماسي - شاب جيلاني - شيرين عبد الوهاب - صابر الرباعي - صلاح الزدجالي - عيسى الكبيسي - فايز السعيد | - فهد الكبيسي - كاظم الساهر - لطيفة - مروان خوري - مشاعل - ناصيف الزيتون - هاني متواسي - وعد |